# Finishing school

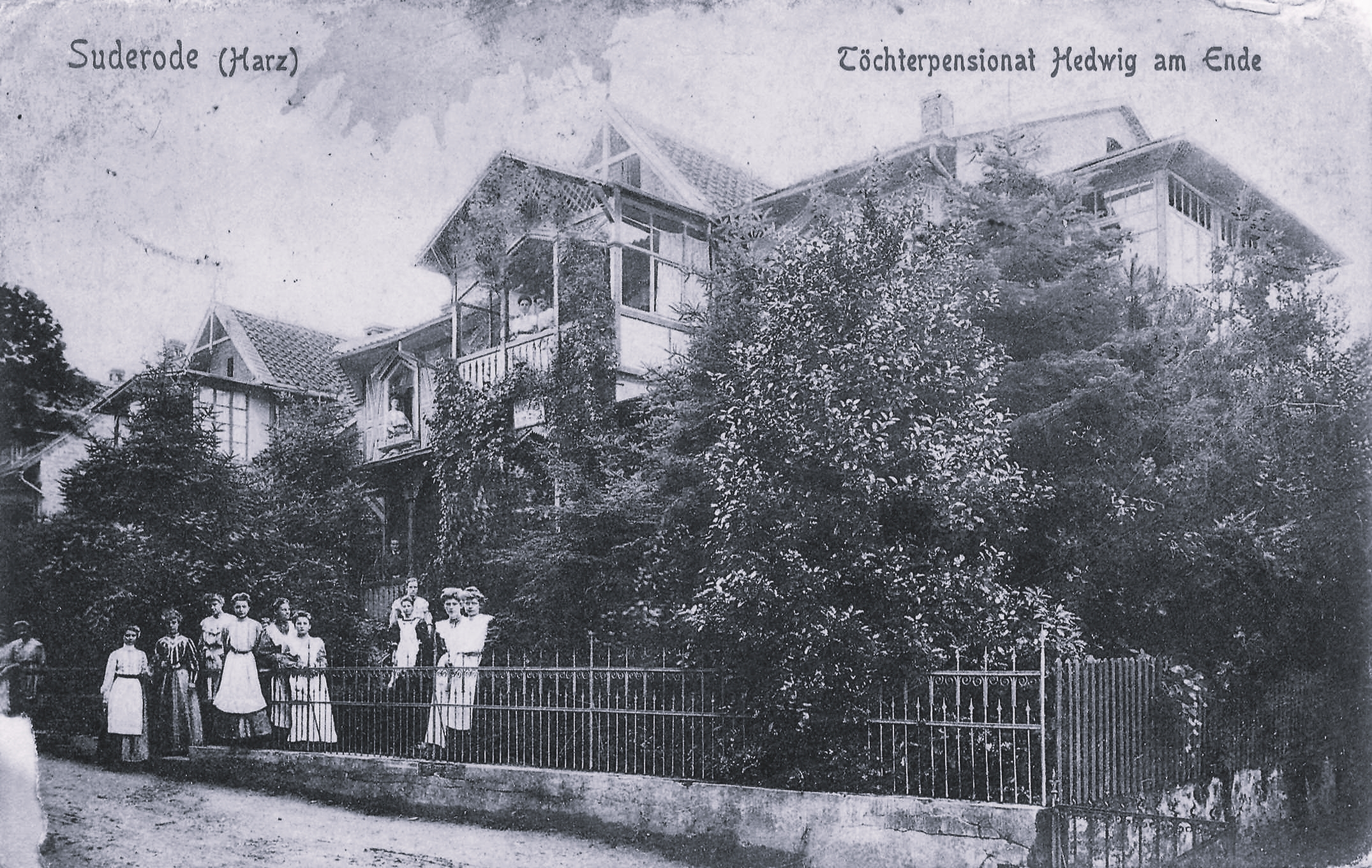
Pensionnat pour filles Hedwig à la fin

Une finishing school est une école privée d'origine britannique, voire plus généralement un pensionnat. Ce type d'établissement s'adresse aux jeunes filles avec un enseignement spécialement orienté sur la culture et les activités sociales. La traduction française peut être « École de bonnes manières ».
Ce type d'école suit généralement l'école obligatoire et le programme est d'une année, en cours intensifs.
Un programme type comprend des cours d'étiquette, de protocole, de savoir-vivre, l'art de recevoir, le service, tenir une maison, la cuisine, la décoration, etc.
La langue officielle d'une finishing school est l'anglais.
La Suisse est réputée pour ses finishing school, telles que l'Institut Villa Pierrefeu ou l'Institut Videmanette (maintenant fermé et où Diana Spencer a étudié), ou encore Mon Fertile, où Camilla Parker Bowles a fait une partie de ses études.